# Verona Pooth

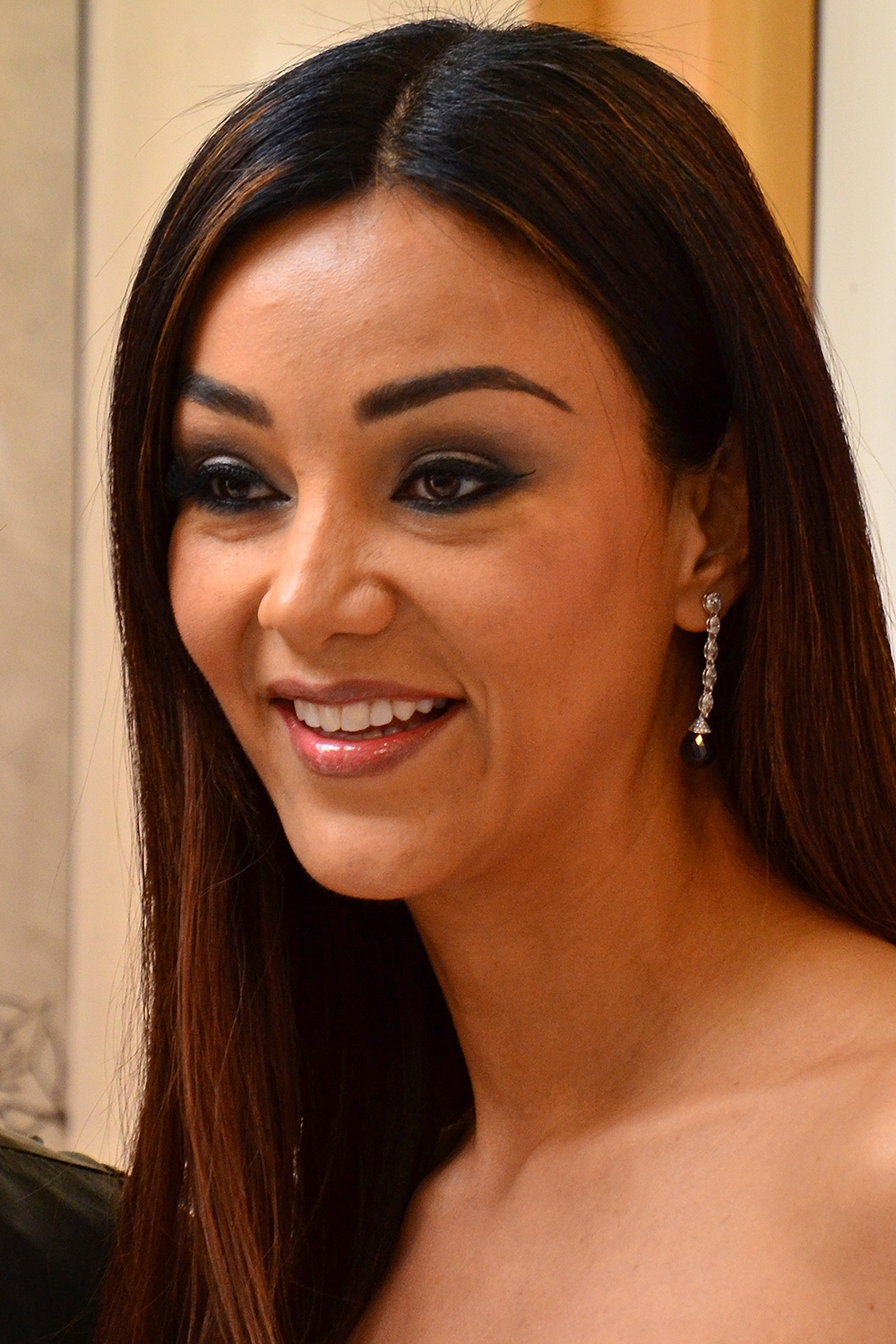
Verona Pooth (2013)

Verona Pooth (* 30. April 1968 als Verona Feldbusch in La Paz, Bolivien) ist eine deutsche Moderatorin, Sängerin, Schauspielerin und Unternehmerin. Sie war auch als Model tätig.

## Leben

### Kindheit und Jugend
Verona Feldbusch wurde 1968 in La Paz als Tochter des deutschen Maschinenbautechnikers Ernst Feldbusch (1927/28–2003) und der bolivianischen Friseurin Luisa Feldbusch (1935–2015) geboren. Den Namen Verona erhielt sie zu Ehren des Geburtsortes ihrer aus Italien stammenden Großmutter. In ihrem ersten Lebensjahr zogen die Eltern mit ihr und ihrem Bruder nach Hamburg in die Heimatstadt des Vaters.
Als sie zehn Jahre alt war, ließen ihre Eltern sich scheiden. Sie wuchs danach bei ihrer Mutter in Hamburg-Lurup auf und besuchte dort die Hauptschule. Nachdem sie mit 15 Jahren auf der Straße von einem Werbefotografen angesprochen worden war, begann sie, als Model zu arbeiten. Ende der 1980er Jahre besuchte sie die Staatliche Handelsschule Holzdamm (H11) in Hamburg-St. Georg, die sie ohne Abschluss verließ. Auch eine Schneiderlehre brach sie ab.

### Musikkarriere
Bei einem Diskothekenbesuch 1990 sprach sie der DJ Alex Christensen an, den Song Ritmo de la Noche zu singen. Mit Pooth als Teil der Formation Chocolate erreichte der Titel im August des Jahres Platz 23 und hielt sich 21 Wochen in den deutschen Singlecharts; in der niederländischen Hitparade wurde der achte Platz erreicht. Ritmo de la Noche wurde 1990 zum Sommerhit in ganz Europa und gelangte auch in Großbritannien, Frankreich und Spanien in die Charts. Chocolate erhielt dafür 1990 eine Goldene Schallplatte. Anfang 1991 folgte mit Everybody Salsa noch ein kleinerer Hit und anschließend tourte das Projekt rund drei Jahre durch die Welt. Pooths Manager ist seit dieser Zeit Alain Midzic.

### Erfolge bei Schönheitswettbewerben
Ab 1989 nahm Pooth erfolgreich an mehreren nationalen und internationalen Schönheitswettbewerben teil. Als Miss Hamburg belegte sie 1990 bei der Wahl zur Miss Germany der Miss Germany Company Platz 2. 1993 wurde sie erneut Miss Hamburg und Miss Germany der Miss Germany Association (MGA). Anschließend vertrat sie Deutschland weltweit als Schönheitskönigin. Sie nahm 1993 an der Wahl der Miss Universe teil und gewann im selben Jahr den Titel Miss Intercontinental World sowie 1995 den Titel Miss American Dream.

### Fernsehkarriere

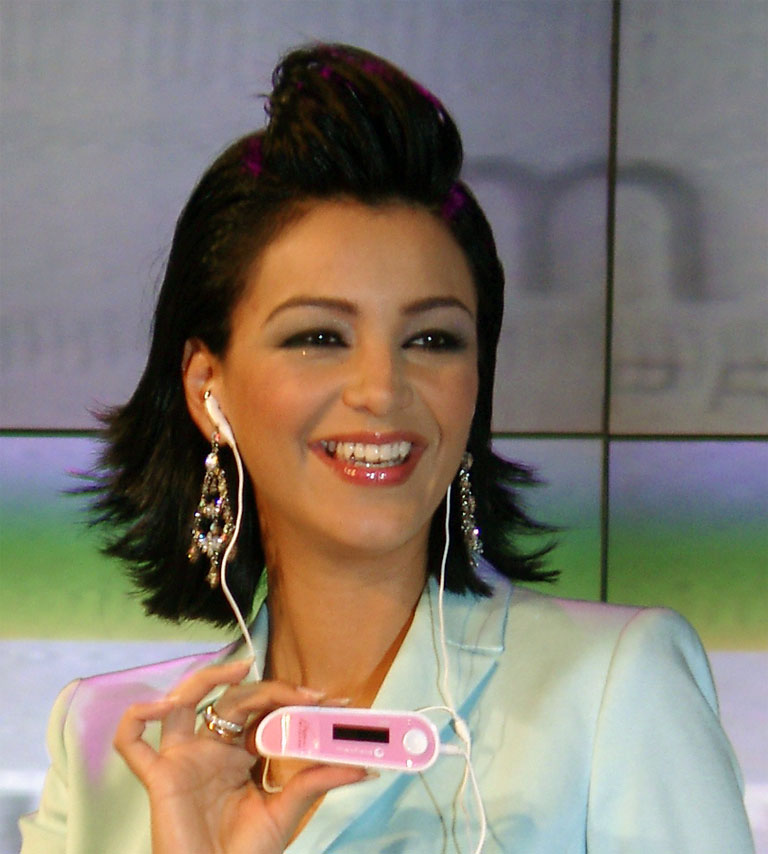
Verona Pooth (2004)

Beim Fernsehsender RTL 2 moderierte Pooth von August 1996 bis März 1999 die Fernseh-Erotikshow Peep!. Hier machte sie Schlagzeilen, als sie ihre Moderationstätigkeit völlig überraschend mit der Begründung beendete, die Sendung sei ihr „zu pornografisch geworden“. Bei RTL erhielt Pooth eine erste eigene Late-Night-Comedytalkshow mit dem Titel Veronas Welt, die sie von August 1998 bis März 2000 moderierte. Im Juni 2001 kam es zu einem im Vorfeld medial vielbeachteten Aufeinandertreffen Pooths mit Alice Schwarzer in der Johannes B. Kerner-Show.
Ab Oktober 2004 begleitete Pooth bei The Swan – endlich schön! auf ProSieben 16 Frauen in acht Sendungen dabei, wie sie mit Schönheitsoperationen vom „hässlichen Entlein“ zum „schönen Schwan“ umgewandelt wurden. Im Dezember 2004 war sie Gast in der von Kai Pflaume präsentierten Sendung Stars am Limit (Sat.1).
Zwischen Mai 2007 und Februar 2008 wurden bei RTL 2 zwei Staffeln (16 Folgen) ihrer eigenen Doku-Soap Engel im Einsatz – mit Verona Pooth ausgestrahlt. Gleichzeitig bekam sie dazu eine Kolumne in der Zeitschrift In. RTL 2 kündigte im April 2008 die weitere Zusammenarbeit, weil gegen ihren Mann Franjo Pooth wegen Bestechung und Insolvenzverschleppung ermittelt wurde. Im September 2010 kehrte Pooth mit neuen Folgen von Engel im Einsatz ins Fernsehen zurück.
Im Oktober 2010 hatte sie in der Folge Die kalte Gräfin eine Gastrolle in der ZDF-Krimiserie Die Rosenheim-Cops. 2013 war Pooth Jurymitglied bei der RTL-Show Die Pool Champions – Promis unter Wasser. Im März 2014 strahlte RTL eine Testfolge Verona privat – Zuhause bei den Pooths aus. Pooth spielte in mehreren Ausgaben der Improvisation-Comedyshow Mord mit Ansage auf Sat.1 mit. Seit 2014 nahm sie mehrmals an der VOX-Sendung Grill den Henssler teil. Im Februar 2020 war sie als Protagonistin in der RTL-Wissensshow Bin ich schlauer als...? und im April 2020 in der ZDF-Show Das Spiel beginnt! zu sehen.
Außerdem war sie Kandidatin in der im Juli 2020 ausgestrahlten Sendung Gefragt – Gejagt im Ersten sowie in zwei im Sommer 2020 ausgestrahlten Folgen von Die! Herz! Schlag! Show! auf ProSieben. Im September 2020 gewann sie in der Show Schlag den Star gegen Janine Kunze. Des Weiteren war Pooth im Dezember 2020 in der im Ersten ausgestrahlten Sendung Wer weiß denn sowas? zu sehen. Des Weiteren trat sie Ende 2020 in der ProSieben-Sendung Die Show mit dem Sortieren an. 2021 war sie Kandidatin in den bei Sat.1 ausgestrahlten Gameshows 5 Gold Rings, Die Gegenteilshow und Joko & Klaas gegen ProSieben. 2022 nahm sie an der Sendung Das Duell um die Welt – Team Joko gegen Team Klaas teil.

### Schauspielerei

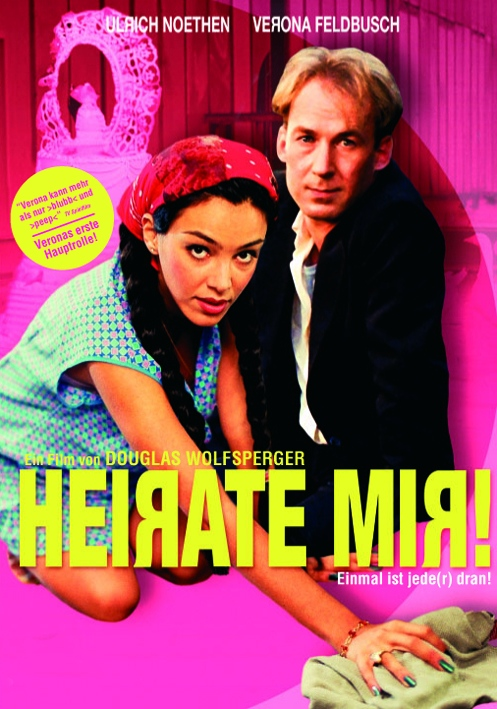
Filmplakat zu Heirate mir!

1998 hatte sie ihr Schauspieldebüt in Gabriel Baryllis Komödie Wer liebt, dem wachsen Flügel. 1999 drehte sie den Fernsehfilm Modern Talking und übernahm eine Hauptrolle in der Kinokomödie Heirate mir!. 1998 wirkte sie in einer Folge der US-Serie Conan, der Abenteurer mit, im Jahr 2000 dann in einer Folge von Acapulco H.E.A.T. Im selben Jahr hatte sie einen kurzen Auftritt im Kinofilm 2002 – Durchgeknallt im All mit Leslie Nielsen. 2001 spielte sie eine kleine Rolle im Film Driven. 2002 stand sie in der deutschen Filmproduktion 666 – Traue keinem, mit dem du schläfst! vor der Kamera. In der deutschen Fassung des Films Himmel und Huhn (2005) lieh sie der Figur Susi Schnatter ihre Stimme und hatte damit ihr Debüt als Synchronsprecherin.

### Unternehmerin
1990 eröffnete Pooth mit ihrer Freundin Sonja Kurz in Hamburg-Rotherbaum die Boutique Immerschön, in der sie auch selbst entworfene und genähte Kollektionen anbot. Von 2002 bis 2004 vermarktete sie unter dem Label Veronas Dreams in den Karstadt-Filialen und beim Otto-Versand Dessous und Schmuck. Die Firma Verona’s Dreams – Feldbusch GmbH war 1998 von ihrem Vater gegründet worden. 2008 vereinbarte Pooth die exklusive Vermarktung ihrer Kosmetiklinie So ... Perfect beim Teleshoppingsender HSE24 für zwei Jahre.

### Werbeaktivitäten und ehrenamtliches Engagement

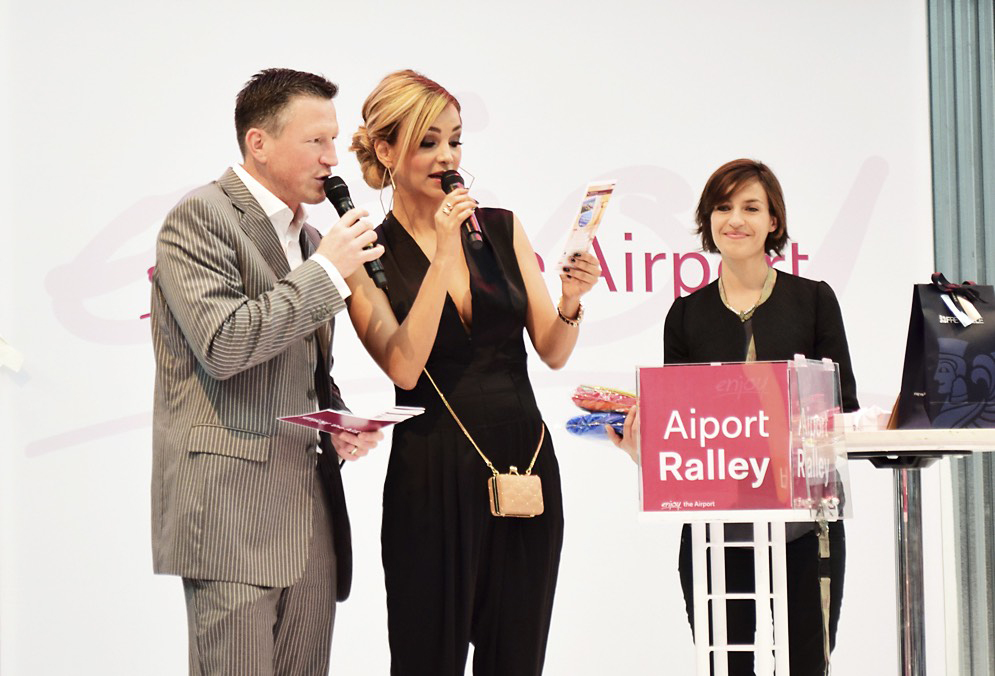
2014 bei einer Werbeaktion am Flughafen Düsseldorf

Ihr schnell gewachsener Bekanntheitsgrad verhalf ihr zu etlichen Werbeverträgen. Für die Telefonauskunft von Telegate machte sie den Werbespruch „Da werden Sie geholfen!“ populär, für die Spinatwerbung der Firma Iglo den Slogan „Wann macht er denn endlich ‚Blubb‘?“. Zusammen mit Peter Ustinov warb sie für die Weltausstellung Expo 2000 in Hannover, nachdem die Besucherzahlen unter den Erwartungen blieben. Außerdem warb sie für Maxfield, das Unternehmen ihres Mannes.
Nach der Affäre um die unternehmerischen Aktivitäten Franjo Pooths zogen sich mehrere Werbepartner zurück. Unter dem Slogan „Besser als wie man denkt“ startete KiK im August 2009 eine neue Werbekampagne mit Pooth als Testimonial in Deutschland und Österreich. Die Zusammenarbeit Pooths mit dem aufgrund seiner Produktions- und Arbeitsbedingungen häufig kritisierten Unternehmen wurde in den deutschen Medien thematisiert, da Pooth ihr soziales Engagement immer wieder betont. Pooth engagiert sich seit 2007 als Botschafterin der Stiftung Deutsche Schlaganfall-Hilfe für die Anliegen von Betroffenen.

### Privates

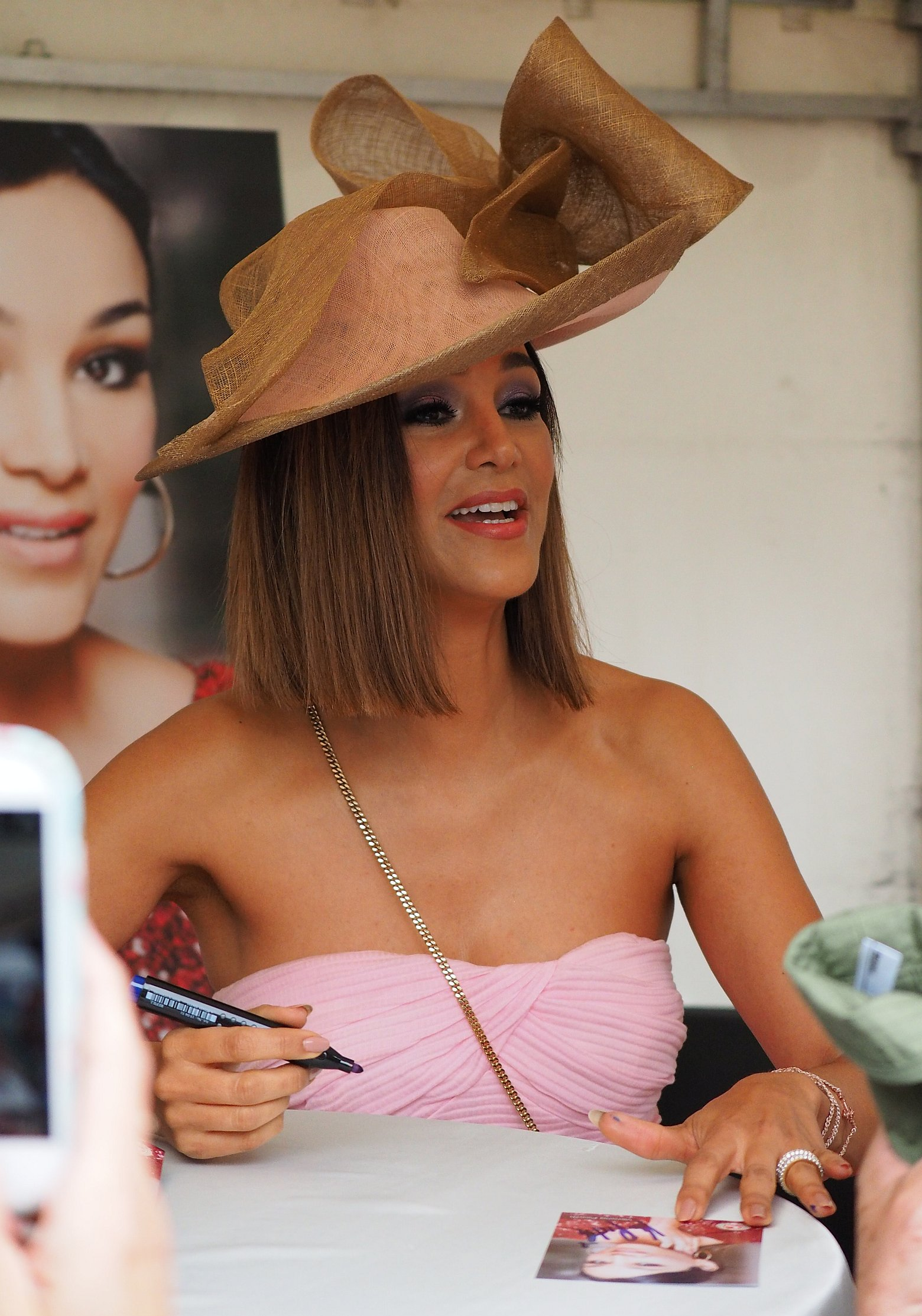
Verona Pooth (2015)

Schlagzeilen machte ihre kurze Ehe mit dem Musiker und Produzenten Dieter Bohlen, den sie am 13. Mai 1996 in Las Vegas geheiratet hatte. Nach vier Wochen folgte die Trennung, nachdem sie angegeben hatte, von ihm geschlagen worden zu sein. Bohlen sagte, das sei im Affekt geschehen, nachdem Pooth ihm einen scharfkantigen Schlüssel ins Gesicht geschleudert habe. Nach zwischenzeitlichen Versöhnungen wurde das Paar am 27. Mai 1997 geschieden.
Seit 2000 lebt sie mit dem Unternehmer Franjo Pooth zusammen. Am 10. September 2003 wurde ihr erstes Kind San Diego Pooth geboren. Über die Schwangerschaft schrieb sie das Buch Der kleine Feldbusch. Am 18. Mai 2004 heiratete sie Franjo Pooth in San Diego und nahm dessen Familiennamen an. Die kirchliche Hochzeit fand am 10. September 2005 im Wiener Stephansdom statt. Am 4. Juni 2011 wurde der zweite Sohn Rocco Ernesto Pooth geboren. Seit Juli 2020 betreibt sie zusammen mit ihrem ältesten Sohn den Podcast Poothcast. Die Familie lebt in Meerbusch.

## Auszeichnungen
- 1990: Goldene Schallplatte – einmal Gold
- 1993: Miss Germany
- 1993: Miss Intercontinental
- 1995: Miss American Dream
- 2000: Deutscher Comedypreis Beste Comedy-Werbung
- 2003: Maxim-Woman of the year (Business-Woman)
- 2003: „Ehren-Betriebswirtin“ der Fachhochschule Neu-Ulm[25]
- 2004: Brisant Brillant für ihr Soziales Engagement

## Diskographie

### Singles
als Teil von Chocolate
- Ritmo de la Noche (1990)
- Brazil! Brazil! (1990)
- Everybody Salsa (1991)
- La Ola (1991)

als La Verona
- Love of My Life (1995)

als Verona
- Kiss (1997)

### Alben
als Teil von Chocolate
- Rhythmflowerbeats (1990)

## Schriften
- mit Christiane Krüger: Kochen mit dem Blubb: Mein erstes Spinatkochbuch aller Zeiten. Gräfe und Unzer, München 1999, ISBN 3-7742-1609-6.
- Der kleine Feldbusch. Was Frauen so alles ausplaudern, wenn die Hormone neun Monate durchdrehen... Knaur, München 2003, ISBN 3-426-66139-X.
- mit Johanna Völkel: Nimm dir alles, gib viel! Das Verona-Prinzip. mvg Verlag, München 2019, ISBN 978-3-86882-988-4 (eingeschränkte Vorschau in der Google-Buchsuche).
- Die Supermilf: Werde auch du eine super mitten im Leben Frau. Thalia Vertiko GmbH, Hagen 2023, ISBN 978-3-00-075666-5.